# Albertine Sarrazin
Albertine Sarrazin (Algeri, 17 settembre 1937 – Montpellier, 10 luglio 1967) è stata una scrittrice e poetessa francese. Ciò che contraddistingue la scrittrice è una capacità di miscelare il francese colto - conseguì in carcere la maturità classica - con la lingua argot della malavita, appresa durante i suoi soggiorni carcerari. I romanzi di Albertine Sarrazin sono stati tradotti in numerose lingue.

## Vita
Appena nata è abbandonata dalla madre (probabilmente una ragazza spagnola di 15 anni) in un brefotrofio di Algeri, dove le viene impartito il nome di Albertine Damien, un nome di fantasia, essendo ignoti i genitori. A diciassette mesi la piccola è adottata da un'anziana coppia (lui un tenente colonnello medico di 58 anni, Amédée Renoux, e lei una casalinga, di tre anni più giovane del marito) che le dà il proprio cognome, cambiandole contestualmente anche il nome in Anne-Marie. In tempi recenti, con l'uscita della biografia Albertine Sarrazin - une vie di (2001), si è supposto da alcune voci vicino alla famiglia che il padre naturale sarebbe stato proprio il padre adottivo che avrebbe provveduto a far lasciare Albertine al brefotrofio prima di adottarla diciassette mesi dopo per nascondere le proprie relazioni extraconiugali.
Avendo cessato di far parte del corpo di riserva dal 15 aprile 1941, con la pensione del padre la famiglia lasciò Algeri nel 1947 e si trasferì a Aix-en-Provence, in un alloggio ammobiliato al 28 di rue de la Paix. A dieci anni fu vittima di una violenza sessuale, perpetrata da un suo zio.
Le generalità di Anne-Marie Renoux le rimarranno fino all'ottobre del 1956, epoca in cui il Tribunale di Aix-en-Provence, su richiesta del padre adottivo, revocherà l'adozione all'insaputa di Anne-Marie, che ne verrà a conoscenza soltanto in occasione della preparazione dei documenti del matrimonio con Julien Sarrazin. Il matrimonio, avvenuto nel febbraio del 1959, consentirà ad Albertine Damien di avere un nuovo cognome - non di fantasia, ma quello del marito.
La vita di Albertine fu una "vita marginale", basti pensare che trascorse complessivamente più di otto anni della sua breve esistenza in prigione, dove fu rinchiusa a più riprese per furto e una rapina a mano armata e per un periodo visse di espedienti, piccoli furti e prostituzione. Anche il marito Julien (conosciuto casualmente in occasione di un'evasione dal carcere nel 1957, e sarà proprio lui a consentirle di proseguire la fuga allorché piombata a terra da un'altezza di oltre dieci metri si ruppe un ossicino del piede essenziale alla deambulazione: l'astragalo) è un piccolo malvivente, un ladro che trascorrerà complessivamente ben 18 anni della sua vita in prigione.
In carcere Albertine scriverà due romanzi che conosceranno immediatamente un grande successo: La Cavale (L'evasione, in lingua argot), che ricevette nel 1966 il prestigioso premio letterario delle "Quattro giurie" (Goncourt, Femina, Renaudot, Interallié), e L'astragalo. Entrambi i romanzi furono pubblicati in Francia dall'editore parigino Jean-Jacques Pauvert, a distanza di una settimana l'uno dall'altro, nell'ottobre del 1965. Un terzo romanzo, anch'esso autobiografico, scritto in regime di libertà, comparirà nelle librerie francesi sul finire del novembre 1966, sempre per i tipi dell'editore Jean-Jacques Pauvert: La via traversa. Anche questo terzo romanzo conoscerà un notevole successo di pubblico e di critica.
L'anno successivo, Albertine e Julien si trasferiscono a Les Matelles, a dodici chilometri da Montpellier, in una vecchia fattoria che Albertine aveva chiamato “L'Oratorio”, perché nel giardino vi era un viale di gelsi con una statua della Vergine Maria. Il 10 luglio 1967, Albertine Sarrazin, non ancora trentenne, muore nella sala operatoria della clinica Saint-Roch di Montpellier, non risvegliandosi più dall'anestesia dopo un intervento di nefrectomia a causa di un errore medico da parte dell'anestetista.
Fu sepolta inizialmente nel cimitero di Matelles e poi, su richiesta del marito, nel giardino della loro proprietà, L'Oratoire.
Julien Sarrazin denuncio l'équipe chirurgica al pubblico ministero, ma dopo una prima archiviazione del caso, fece nuovamente causa e vinse: il chirurgo e l'anestetista che parteciparono all'operazione furono condannati a due mesi di carcere per omicidio colposo, a una multa di 90.000 franchi (circa 110.000 euro del 2019, con inflazione) e ad un risarcimento per i danni di 40.000 franchi a Julie Sarrazin. Questo caso, sommato ad altri simili avvenuti nello stesso periodo, incoraggerà fortemente le autorità sanitarie francesi a modificare la normativa riguardante l'anestesia e le procedure pre e post-operatorie.
Julien Sarrazin muore il 13 luglio 1991 dopo aver pubblicato un primo libro nel 1975, Contrescarpe, un'autobiografia senza compromessi dedicata «ai miei tre amori: mia madre, mio fratello e Albertine», cui seguì un secondo nel 1981, Chausse-trappes, ma che sarà pubblicato soltanto nella primavera del 2015 da Edilivre. Julien riposa accanto ad Albertine, nell'Oratorio. La casa, ora di proprietà privata, vieta le visite alla tomba dei due amanti, ancora una volta segregati da un muro.

## Opere
In italiano è stato tradotto da Marina Valente L'astragalo (Mondadori, 1966; poi, sempre nella traduzione della Valente con revisione di Sonia Trovatore, L'ancora del Mediterraneo, 2001) e da Aldo Giungi, cui si deve anche un'esauriente prefazione, La via traversa (La Tartaruga edizioni, 2004).
- L' Astragale (L'astragalo) — 1965
- La Cavale — 1965
- La Traversière (La via traversa) — 1966
- Romans, lettres et poèmes — 1967
- Poèmes — 1969
- Lettres a Julien, 1958-1960 — 1971
- Journal de prison, 1959 — 1972
- Lettres de la vie littéraire (1965-1967) — 2001